# Renard R-35
Die Renard R-35 (auch R.35) war ein Passagierflugzeug des belgischen Herstellers Renard Constructions Aéronautiques vom Ende der 1930er Jahre. Der Prototyp stürzte am 1. April 1938 beim ersten, nicht autorisierten Start vom Flugplatz Evere ab. Die R-35 war das erste für den Passagiertransport vorgesehene Flugzeug, das eine Druckkabine erhielt. Zum Zeitpunkt des Absturzes war die Druckbelüftung jedoch noch nicht in Betrieb genommen worden.

## Geschichte
Im Jahr 1935 begann Alfred Renard, Chefkonstrukteur und Mitbegründer des Unternehmens Renard Constructions Aéronautiques, mit Konzeptstudien der Entwicklung eines Druckkabinenflugzeugs, das von der Fluggesellschaft Sabena auf ihren Strecken in den Belgisch-Kongo eingesetzt werden sollte. Renard entwarf einen Tiefdecker in Ganzmetallbauweise, der von drei Motoren angetrieben wurde. Sabena erteilte am 3. April 1936 den Auftrag für den Bau eines Prototyps. Als Antrieb waren drei Sternmotoren Gnome-Rhône 14K mit 950 PS (709 kW) vorgesehen. Verwendet wurden für den Prototyp dann aber Gnome-Rhône 9K-Motoren mit 750 PS (560 kW).
Die R-35 wurde Anfang 1938 fertiggestellt; es fehlte aber noch der Verdichter für die Druckbelüftung und ein Teil der sonstigen Ausrüstung. Am 1. April 1938 sollte der Testpilot Georges Van Damme das Flugzeug auf dem Flugplatz von Evere vor Vertretern der Regierung und Sabena vorführen. Es sollte dabei ein Startlauf für die anwesenden Fotografen simuliert werden. Nach der ersten Rolldemonstration steuerte Van Damme zurück und hob bei der zweiten Rollvorführung ab. Die R-35 erreichte eine Höhe von etwa 200 m und das Fahrwerk wurde eingefahren. In einer Entfernung von etwa 1000 m leitete der Pilot eine Linkskurve ein bei der das Flugzeug abstürzte. Georges Van Damme starb sofort und die R-35 wurde zerstört. Um die Absturzursache zu ermitteln, führte man auch Testflüge mit einer Renard R-36 durch. Die Untersuchung konnte keine eindeutige Ursache ausmachen, so dass ein Pilotenfehler als wahrscheinlichster Grund angenommen wurde.
Nach dem Unfall hatte Sabena kein Interesse mehr an der Beschaffung des Musters, und Renard stellte mangels finanzieller Mittel die weitere Entwicklung ein. Sabena beschaffte für die Afrika-Routen anschließend Savoia-Marchetti SM.83 als Ersatz für ihre Savoia-Marchetti SM.73.
Geplant war auch eine Bomberversion R-35B, die eine Bombenlast von 2800 kg tragen sollte, jedoch wegen des fehlenden Interesses des belgischen Militärs nicht gebaut wurde.

## Konstruktion
Die R-35 war ein dreimotoriger Tiefdecker mit einziehbarem Fahrwerk. Sie hatte einen kreisförmigen Rumpfquerschnitt mit einer Druckkabine, in der zwanzig Passagiere und drei Besatzungsmitglieder Platz fanden.

## Technische Daten
| Kenngröße             | Daten                                                                                |
| --------------------- | ------------------------------------------------------------------------------------ |
| Besatzung             | 3 (2 Piloten, 1 Funker)                                                              |
| Passagiere            | 20                                                                                   |
| Länge                 | 17,50 m                                                                              |
| Spannweite            | 25,50 m                                                                              |
| Höhe                  | 5,50 m                                                                               |
| Flügelfläche          | 87 m²                                                                                |
| Flügelstreckung       | 7,5                                                                                  |
| Leermasse             | 6100 kg                                                                              |
| max. Startmasse       | 10.500 kg                                                                            |
| Höchstgeschwindigkeit | 435 km/h in 5000 m (geschätzt)                                                       |
| Reisegeschwindigkeit  | 350 km/h (geschätzt)                                                                 |
| Dienstgipfelhöhe      | 9000 m (geschätzt)                                                                   |
| Reichweite            | 1800 km (geschätzt)                                                                  |
| Antrieb               | 3 × Neunzylinder-Sternmotor Gnome-Rhône 9K mit je 750 PS Dreiblatt-Verstellpropeller |